# Apomorfin
Az apomorfin  (INN: apomorphine) a morfin származékok közé tartozó dopamin agonista gyógyszermolekula. Nem-szelektív dopamin agonista, de D2-szerű receptorokon valamivel nagyobb affinitást mutat, de nem vesz részt a levodopa transzportjában és metabolizmusában. A VIII. Magyar Gyógyszerkönyvben Apomorfin-hidroklorid (Apomorphini hydrochloridum)  néven hivatalos.  

Az apomorfin szó a görög απὀ (-ból, -ből) és Morpheusz (Μορφεύς), az alvás istenének nevéből származik. Az apo- előtag a karotinszármazékok nevezéktanában lebontási terméket jelöl, bár az apomorfin nem szabályos kémiai név.
Az apomorfint Parkinson-kór és erektilis diszfunkció (impotencia)
kezelésére használják. Erős hánytató tulajdonsága van, ezért antiemetikummal együtt kell adni (pl. domperidon). Az erektilis diszfunkció kezelésében a hipotalamusz dopaminreceptorai a fő terápiás célmolekulák.

## Készítmények
- Uprima nyelvalatti tabletta (Abbott)